# Șoarș
Șoarș [ʃoˈarʃ] (deutsch Scharosch, siebenbürgisch-sächsisch Schuarsch, ungarisch Sáros) ist eine Gemeinde im Kreis Brașov in der Region Siebenbürgen in Rumänien.
Der Ort ist auch unter den rumänisch veralteten Bezeichnungen Șaroșa und Șoarșiu, der deutschen Scharesch und der ungarischen Nagysáros bekannt.

## Geographische Lage

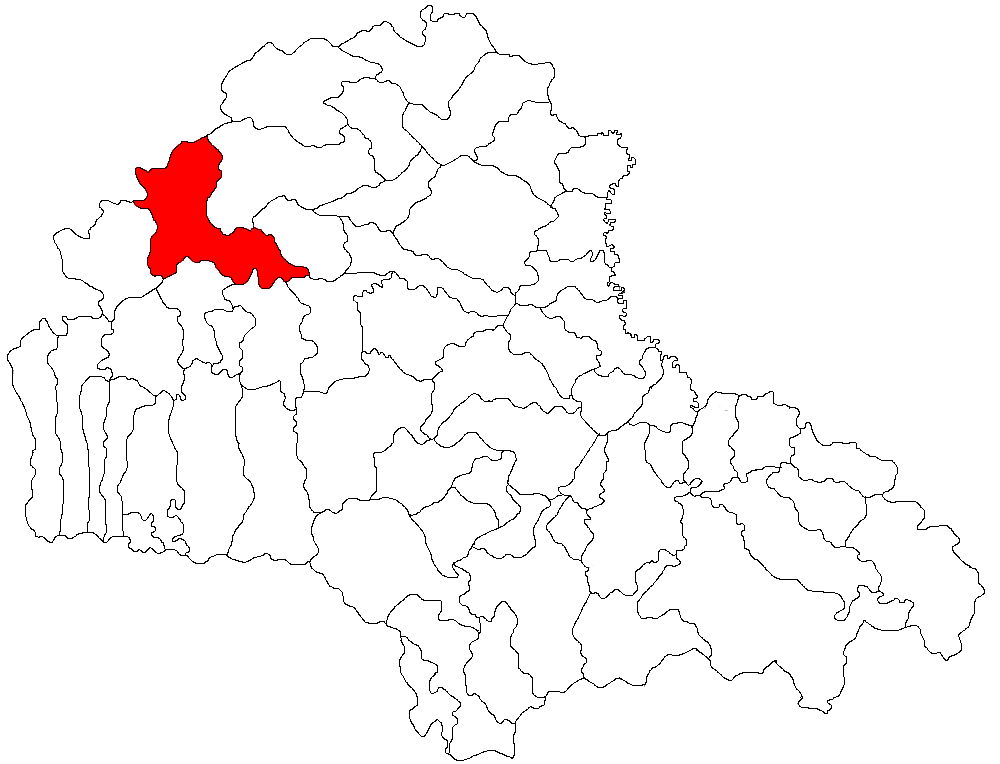
Lage der Gemeinde Șoarș im Kreis Brașov

Die Gemeinde Șoarș liegt in der historischen Region dem Fogarascher Land im Siebenbürgischen Becken im Westen des Kreises Brașov. Am Bach Felmer, ein rechter Zufluss des Olt (Alt), und an den Kreisstraßen (drum județean) DJ 104D und DJ 105A, liegt das Gemeindezentrum etwa 32 Kilometer südwestlich von der Kleinstadt Rupea (Reps); die Kreishauptstadt Brașov (Kronstadt) befindet sich etwa 80 Kilometer südöstlich entfernt.

## Geschichte
Șoarș wurde um 1150 von westrheinischen Kolonisten, den späteren Siebenbürger Sachsen, gegründet. Es gehörte zum Schenker Stuhl. Diese siebenbürgische Verwaltungseinheit bildet sich im 14. Jahrhundert heraus, die Bezeichnung leitet sich von den Gerichtsstühlen der Vororte her und ist ein siebenbürgisches Unikum. Șoarș wird bereits 1206 in einer Urkunde des ungarischen König Andreas II. erwähnt, in der dem wallonischen Adligen Johannes Latinus die „terra Cwezfey“ geschenkt wird. Neben Șoarș sind in dieser Urkunde auch die Nachbardörfer Bărcuț (Bekokten), Cobor (Kiewern), Felmer (Felmern) und Seliștat (Seligstadt) erwähnt.
Im Jahr 1500 sind 38 sächsische Wirte mit eigenem Bauernhof in dem Ort nachgewiesen. Nach dem erneuten Türkeneinfall des Jahres 1493 in den benachbarten Hermannstädter Stuhl setzte auch in Șoarș der Ausbau der Kirche zur Wehrkirche ein. So verzeichnen die Rechnungsbücher der Stadt und Provinz Hermannstadt im Jahr 1506/7 einen Steuernachlass von 12 Gulden „pro structura eccelesiae in Saros“.

## Bevölkerung
Die Bevölkerung der Gemeinde entwickelte sich wie folgt:
| 1850 | 4.905 | 1.422 | 5   | 2.924 | 554           |
| 1941 | 5.123 | 1.675 | 34  | 2677  | 737           |
| 1977 | 3.144 | 1.744 | 101 | 1.124 | 175           |
| 2002 | 1.913 | 1.162 | 43  | 63    | 645           |
| 2011 | 1.755 | 1.444 | 40  | 38    | 233           |
| 2021 | 1.738 | 1.487 | 18  | 26    | 207 (31 Roma) |

Seit 1850 wurde auf dem Gebiet der heutigen Gemeinde die höchste Einwohnerzahl 1941 registriert. Die höchste Einwohnerzahl der Rumäniendeutschen wurde 1850, die der Rumänen (2.299) 1930, der Roma (644) 2002 und die der Magyaren (116) 1966 ermittelt.

## Sehenswürdigkeiten
- In Șoarș die evangelische Wehrkirche.[6] Es wird angenommen, dass beim „Türkeneinfall“ von 1438 eine ursprünglich im Ort durch die Siedler gebaute romanische Basilika zerstört wurde. So gewährte Kardinal Johannes der Jakobskirche in Șoarș im Jahre 1450 einen Ablass von 100 Tagen für einen Neubau. 1466 wurde ein weiterer Ablass von 40 Tagen für den Kirchenbau durch den Hermannstädter Kapitelsdechant Johannes gewährt. Bis 1690 wird die Kirche durch die Bewohner des Orts schrittweise erst zur Wehrkirche und dann weiter zu einer Kirchenburg ausgebaut. Sie bildete somit für die Bauern die letzte Möglichkeit, sich bei Überfällen durch türkische und tatarische Reiterheere hinter befestigte Mauern zu retten. Nach Wegfall der Gefahr hatte sich die Notwendigkeit zur Wehrbarkeit der Kirche auch in Șoarș erledigt. Bei später notwendigen Umbauten wurde diese immer weniger berücksichtigt.[4] Der Barockaltar wurde 1745 und das Tonnengewölbe 1806 errichtet. 1776 wird auf den Glockenturm das achtseitige Spitzdach aufgebaut. Die Ringmauer und die sechs Wehrtürme der ehemaligen Kirchenburg wurden im 19. Jahrhundert abgetragen.[7] Die Wehrkirche steht unter Denkmalschutz.[8]
- Im eingemeindeten Dorf Bărcuț die evangelische Kirche mit dem Wehrkirchturm.[9] Der Kirchturm als Bergfried am Westende einer älteren Kirche wurde um 1500 errichtet. Die heutige Kirche wurde 1845 aufgebaut[7] und steht unter Denkmalschutz.[8]
- Im eingemeindeten Dorf Felmer[10] die evangelische Kirche,[11] 1250 errichtet, ist heute in schlechtem Zustand und mit zwei Wehrtürmen der ehemaligen Kirchenburg, steht die Kirche unter Denkmalschutz.[8]
- Im eingemeindeten Dorf Rodbav (Rohrbach) die evangelische Kirche,[12] im 13. Jahrhundert errichtet und im 19. erneuert, steht unter Denkmalschutz.[8]
- Im eingemeindeten Dorf Seliștat die evangelische Wehrkirche,[13] wurde im 14. Jahrhundert errichtet, 1848 erneuert und steht unter Denkmalschutz.[8]

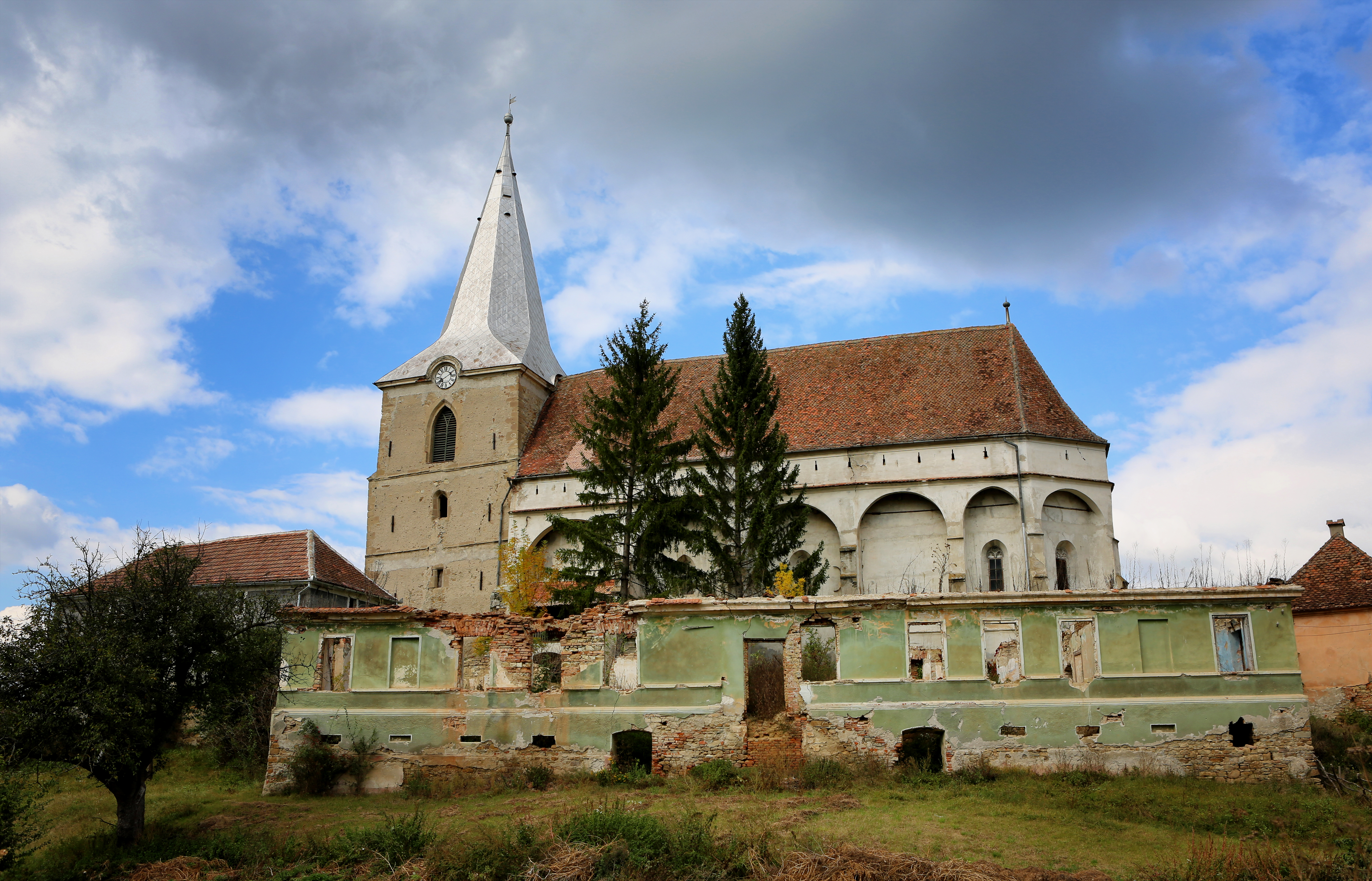
Wehrkirche und die Ruine der ehemaligen Lehrerwohnung sowie des Internats und Kindergartens in Șoarș
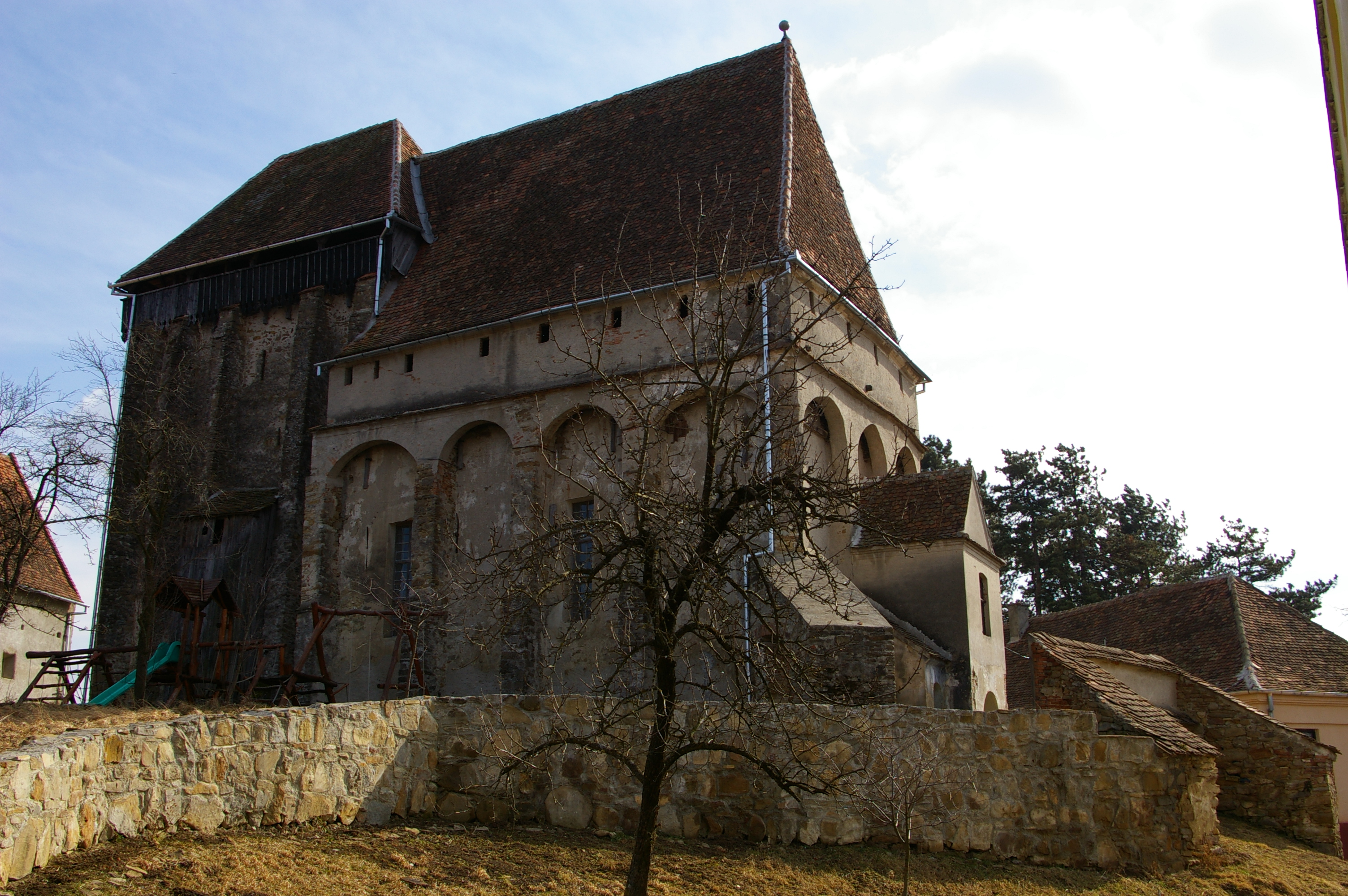
Wehrkirche in Seliștat (Seligstadt)
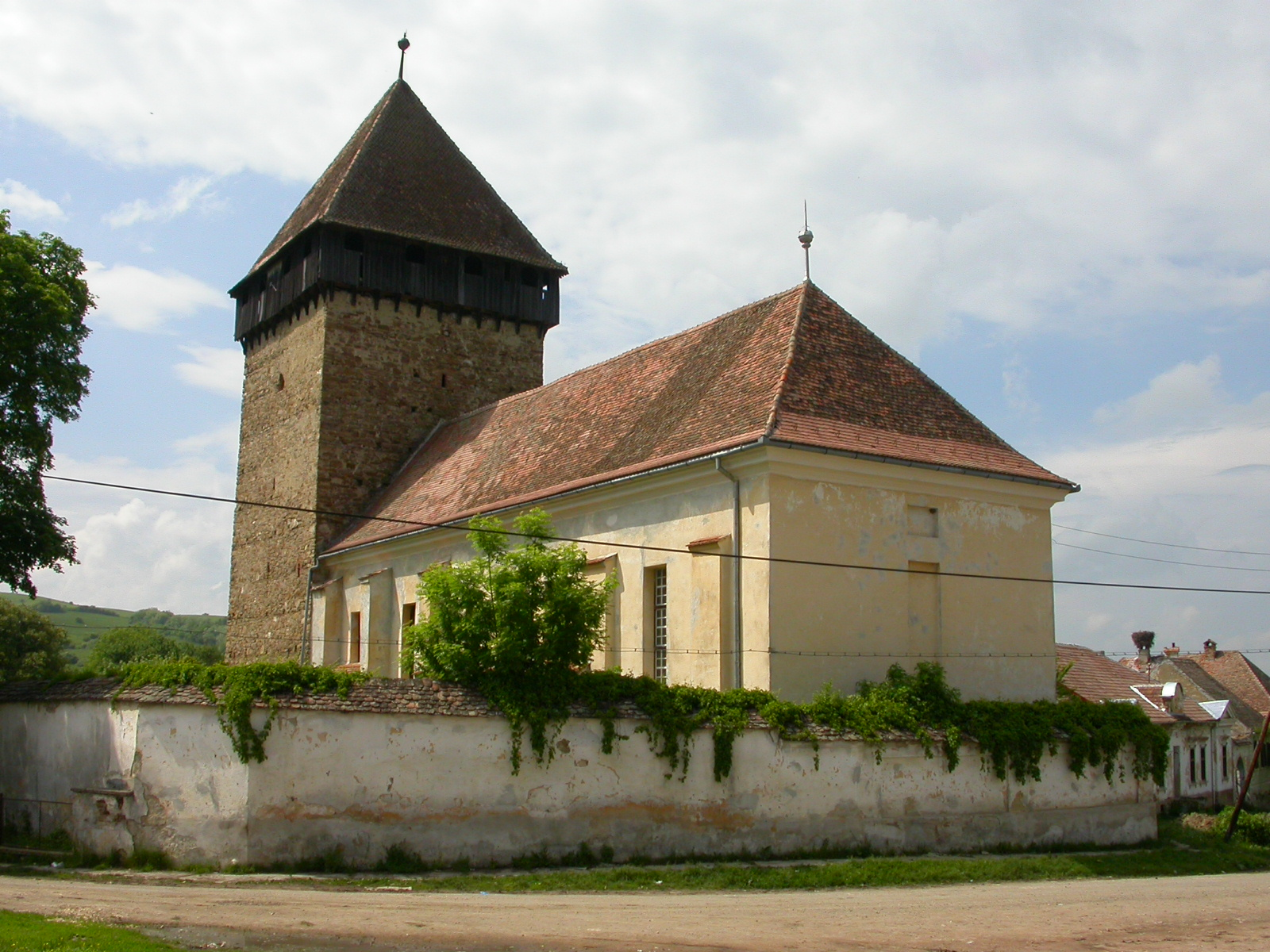
Kirche in Bărcuț (Bekokten)
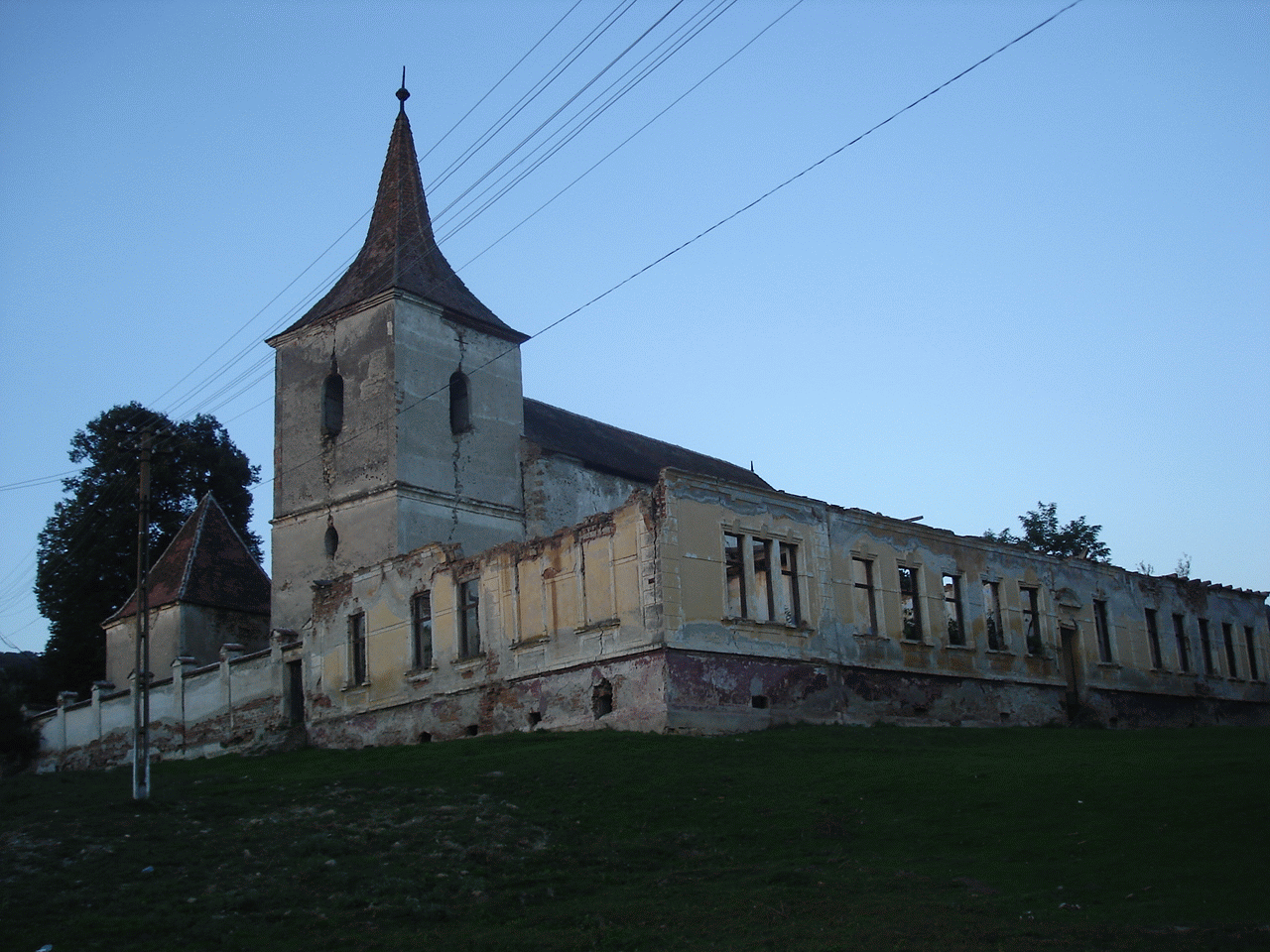
Kirchenburg und Ruine der ehemaligen Schule in Felmer (Felmern)